# Salenstein
Salenstein (gsw. Saleschte) – miejscowość i gmina (Politische Gemeinde) w północno-wschodniej Szwajcarii, w kantonie Turgowia, w okręgu (Bezirk) Kreuzlingen. Leży nad jeziorem Untersee. 

## Demografia
W Salensteinie mieszka 1 425 osób. W 2021 roku 28,2% populacji gminy stanowiły osoby urodzone poza Szwajcarią. 

## Zabytki
- Zamek Arenenberg z Muzeum Napoleońskim (Napoleonmuseum)

## Transport
Przez teren gminy przebiega droga główna nr 13.